# المبادئ الإثنا عشر للتحريك (رسوم متحركة)
''مبادئ ديزني الإثنا عشر للتحريك'' هي مجموعة مبادئ تم تقديمها من قبل فنانا التحريك أولي جونستون وفرانك ثوماس في كتابهم المصدر عام 1981 ميلادية بعنوان «الإيحاء بالحياة: ديزني للرسوم المتحركة». قام هذان الفنانان بصياغة هذا الكتاب معتمدين على أعمال فناني ديزني للتحريك من ثلاثينات القرن العشرين وماتلاها من أعمال ومجهوداتهم لإنتاج رسوم متحركة ذات واقعية. الهدف الرئيسي لهذه المبادئ هو لإنتاج إيحاء للشخوص بأنها تتبع قوانين الفيزياء. ولكنها أيضا تتعاطى أمور أكثر تجريداً مثل التوقيت العاطفي وجاذبية الشخصية.
هذا الكتاب وبعض مبادئه اعتمدا في بعض الاستديوهات التقليدية، وقد أشُير للكتاب من قبل البعض باسم «الكتاب المقدس للرسوم المتحركة.» في عام 1999 ميلادية اخُتير هذا الكتاب كالكتاب رقم واحد في استطلاع «أفضل الكتب للرسوم المتحركة على مر العصور» على الإنترنت. على الرغم من أنه كان يستهدف الرسوم المتحركة المرسومة باليد، إلا أن هذه المبادئ لا تزال لها أهمية قصوى اليوم في مجال الرسوم المتحركة بالكمبيوتر.

## مبادئ الرسوم المتحركة

### التقلص والتمدد

رسمة توضح مبدأ "التقلص " و"التمدد". المبدأ:
المثال اي (يسار) يظهر كرة ترتد بحركة جامدة وغير ديناميكية. أما في المثال ب فتظهر الكرة وهي "تُسحق" أو "تتقلص" عند اصطدامها، و من ثم " تتمدد" خلال الارتداد فالسقوط. تتسارع الحركة خلال مرحلة سقوط الكرة ثم تُبطئ صوب صعودها للأعلى (انظر "التباطئ الداخل التباطئ الخارج").

أهم مبدأ هو «التقلص والتمدد», والغرض منها هو إعطاء شعور بالثقل والمرونة في رسم المجسمات. يمكن تطبيقها على مجسمات بسيطة مثل الكرة المرتدة، أو مجسمات أكثر تعقيداً في البناء مثل عضلات وجه الإنسان. عند أخذ هذا المبدأ إلى أكثر أقصى حدوده، فالشخصية التي تُسحق أو التي تتمدد إلى درجة مبالغ فيها يمكن أن يكون لها تأثير كوميدي. ولكن في الرسوم المتحركة الواقعية فإن الجانب الأكثر أهمية من هذا المبدأ هو حقيقة أنه حجم أو كتلة المجسم لا تتغير عندما تُسحق أو تتمدد. إذا كان طول كرةٍ ما يتمدد عمودياً، فإن عرضها (وفي الحالة الثلاثية الأبعاد، عمقها أيضاً) يحتاج أن يتقلص أفقياً في المقابل.

سلسلة رسوم متحركة من سباق الحصان راكض. الصور التقطت من قبل مويبريدجي إيدوارد. جسم الحصان يُظهر التقلص والتمدد في الحركة الطبيعية العضلية.

### التوقع
التوقع  يستخدم لتحضير الجمهور للحدث التالي، وجعل هذا الحدث يبدو أكثر واقعية.

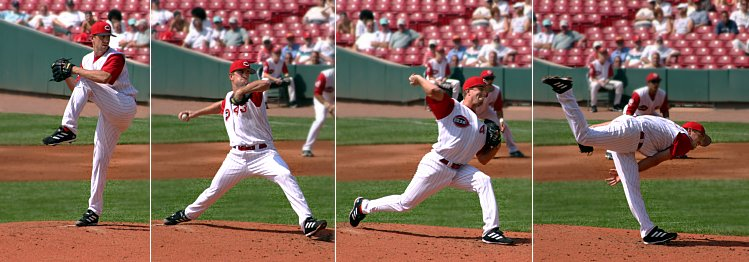
التوقع: لاعب بيسبول يقوم بالرمية ولكن يستعد لها عن طريق تحريك ذراعه للخلف أولاً.

### توزيع العناصر في المشهد
هذا المبدأ هو مماثل لتوزيع العناصر في المسرح، كما هو معروف في المسرح والسينما. والغرض منه هو توجيه انتباه الجمهور، وإيضاح العنصر أو الشخصية الأكثر أهمية في المشهد بشكل مباشر  عرفه جونستون وتوماس بأنه «عرض أي فكرة بطريقة تجعلها واضحة تماماً لا لبس فيها»، سواء كان تلك الفكرة حركة ما، شخصية، تعبير، أو مزاج.

### الحركة مباشرةً إلى الأمام أو الوضعية إلى الأخرى
ويقصد بها اثنين من الأساليب المختلفة فعلياً عند عملية الرسم. «الحركة مباشرةً إلى الأمام» تعني رسم المشهد من إطار ما إلى الذي يليه من البداية إلى النهاية، في حين أن «الوضعية إلى الوضعية» تشمل ابتدءاً  رسم بعض الأطر الرئيسية فقط، ثم شغل ورسم مابين هذه الإطارات لاحقة. «الحركة مباشرة إلى الأمام» تخلق إيحاء حركة أكثر مرونة وديناميكية وهي الأنسب لإنتاج سلسلة الحركة الواقعية. ومن ناحية أخرى، فإنه من الصعب الحفاظ على النسب والكتل في هذه الطريقة، وخلق وضعيات دقيقة ومقنعة على طول الطريق. أما طريقة «الوضعية للوضعية» فهي تعمل على نحو أفضل بالنسبة للمشاهد الأكثر دراميةً أو أكثر عاطفية حينما يكون التركيب (عناصر المشهد) والعلاقة بالأشياء المحيطة ذات أهمية أكبر. المزيج من الاثنين هو الذي غالبا ما يُستخدم. رسوميات الحاسب المتحركة تحل إشكالية النسب والكتل في طريقة «الحركة مباشرةً للأمام» في رسم الإطارات. ولكن ومع ذلك لا تزال طريقة«الوضعية للوضعية» تستخدم أيضأ في التحريك. وذلك لفوائدها في تركيب العناصر في المشهد. استخدام الحاسوب يسهل هذه المهمة حيث أنه بإمكانه تحريك إطارات«مابين» الإطارات الرئيسية تلقائياً. ولكن هذا لا يُعفي مسؤولية فنان التحريك في مراجعة وتنظيف الحركة لتحقق 
بقية المبادئ المذكورة هنا للتحريك على الحركة التلقائية التي ولدها الحاسب.

### المواصلة والحركة المتداخلة
المواصلة والحركة المتداخلة هو مصطلح عام لتقنيتين مرتبطان ارتباطاً وثيقا واللتان تساعدا على إخراج الحركة بأكثر واقعية، وتساعد على إعطاء الانطباع بأن الشخصيات يحققون قوانين الفيزياء، بما في ذلك مبدأ القصور الذاتي. «المواصلة» تعني أن الأجزاء الفضفاضة المتصلة بأجزاء من الجسم يجب تواصل حركتها بعد توقف حركة الُشخصية بحيث هذه الأجزاء تواصل المضي لأبعد من النقطة التي فيها وقفت الشخصية أو المجسم فقط «لتٌسحب» عائدةً نحو مركز الكتلة و/ أو ولتظهر  درجات مختلفة من التذبذب و التخميد للحركة قبل التوقف الكامل. «تداخل الحركة» هو ميل أجزاء الجسم لأن تتحرك بمعدلات مختلفة (الذراع مثلاً تتحرك عند توقيت مختلف عن الرأس). هناك تقنية لثالثة ذات وهي «الجر»، حيث تبدأ الشخصية في التحرك بينما أجزاء منه تستغرق بضعة إطارات للحاق بها. هذه الأجزاء يمكن أن يكون جماد مثل الملابس أو الاقط الهوائي على سيارة، أو أجزاء من الجسم مثل الذراعين أو الشعر. على جسم الإنسان، الجذع هو الجوهر، مع الذراعين والساقين والرأس والشعر الملاحق التي عادة ما تتبع الجذع حركة. أجزاء الجسم والتي لها الكثير من الأنسجة مثل البطون كبيرة أو الثديين، أو الجلد المترهل للكلب مثلاً، هم أكثر عرضة للحركة المستقلة من الأجزاء العظمية الجسم. و مرة أخرى، المبالغة عند استخدام هذه التقنية تمكن الفنان من إنتاج التأثير الكوميدي المطلوب، في حين أن الرسوم المتحركة الواقعية يجب أن توقت الحركة بالضبط، وذلك لإنتاج نتيجة مقنعة.
«الحركة عند الثبوت» تقوم بتحريك مابين الإطارات الرئيسية المتشابهة، فحتى الشخصية المتخذو الوضعية الثابتة أو الواقفة لاتزال تظهر نوعا ما من الحركة مثل تحرك جذع الإنسان عند الشهيق والزفير.

### الإبطاء للدخول والإبطاء للخروج
حركة جسم الإنسان ومعظم الأجسام الأخرى، تحتاج إلى وقت للتسريع والإبطاء. و لهذا السبب، فإن الرسوم المتحركة تبدو أكثر واقعية إذا كان لديها المزيد من الرسومات قرب بداية ونهاية حركةٍ ما، لإظهار الوضعتين القصوى، ورسومات أقل في الوسط. هذا المبدأ ينطبق على الشخصيات التي تتحرك بين وضعيتين اثنين قصوى مثل الجلوس والوقوف، ولكن أيضاً ينطبق على الجمادات، الأجسام المتحركة مثل الكرة الارتدادية في الرسم التوضيحي أعلاه.

### القوس
معظم الحركات الطبيعية تميل إلى اتباع مسار متقوس والرسوم المتحركة يجب أن تلتزم بهذا المبدأ عن طريق اتباع شكل «الأقواس» الضمنية لمزيد من الواقعية. هذه التقنية يمكن تطبيقها لطرف متحرك عن طريق تدوير المفصل، أوالجسم المرمي يتحرك على طول مسار مكافئ. الاستثناء الوحيد هو الحركة الميكانيكية، والتي عادة ما تتحرك في خطوط مستقيمة.
كلما تزايدات السرعة للكائن أو إزداد الزخم له، هذه الأقواس الممثلة للحركة تميل إلى أن تتسطح عند المضي قدما وتتوسع عند المنعطفات. في لعبة البيسبول مثلاً، الكرة سريعة ستميل إلى التحرك في خط مستقيم مقارنة بغيرها من الرميات الأبطا، في حين أن المتزلج المتحرك بسرعة قصوى لن يكون بمقدوره الانعطاف بشكل حاد كما هو الحال عند المتزلج الأبطأ، ولذا سيظطر إلى تغطية المزيد من الأرض لإكمال دورته.

### الحركة الثانوية
إضافة الحركة الثانوية للحركة الرئيسية يعطي المشهد أكثر حياة و  يمكن أن يساعد على دعم الحركة الرئيسية. الشخص الذي يسير هو في نفس الوقت يدحرج ذراعيه أو يبقيهما في جيوبه، يتكلم أو يُصًفر، يعبر عن العواطف من خلال تعابير وجهه. الشيء المهم حول هذه الحركات الثانوية هو أنها تؤكد فقط بدلاً من أخذ الانتباه بعيداً عن الحركة الرئيسية. وإذا كان هذا هو الحال، فتلك الحركات الثانوية يفضل تركها. على سبيل المثال، أثناء حركة درامتكية ما، تعبيرات الوجه غالبا ما تذهب دون ملاحظتها. في هذه الحالات من الأفضل أن وضعها في بداية ونهاية الحركة بدلا من وسط الحركة.

حركة ثانوية : في حين أن الحصان يركض ، نرى أن بدته و الذيل يتابعون حركة الجسم الأساسية.

### التوقيت
التوقيت يشير إلى عدد من الرسوم أو الإطارات لحركة معينة، وهو ما يُترجم إلى سرعة الحركة في الفيلم. على المستوى الجسدي فقط، التوقيت الصحيح يجعل الأشياء تظهر على أنها تحقق قوانين الفيزياء. فعلى سبيل المثال، ثقل الجسم أو الشخصية يحدد كيف يتفاعل مع أي قوة دفع، مثل الدف. التوقيت يعتبر حساس بالنسبة لخلق الطابع والمزاج والعاطفة رد فعل أيضاً. يمكن أيضا أن يكون أداة لإيصال جوانب من شخصية الشخصية (بطل القصة مثلاُ).

### المبالغة
المبالغة هو تأثير مفيد خاصة في الرسوم المتحركة لأن تقليد الواقع بالتمام يمكن أن يبدو ثابت وممل في الرسوم. مستوى المبالغة يعتمد على ما إذا كان أحد يسعى إلى الواقعية أو إلى نمط معين، مثل الكاريكاتير أو أسلوب فنان معين. التعريف الكلاسيكي للمبالغة، كما تم توظيفه من قبل ديزني، هو أن يظل وفياً للواقع ولكن مع تقديمه بشكل أكثر جنوناً وأكثر تطرفاً.
 أشكال أخرى من المبالغة أن تشمل الخارق أو السريالي، تغييرات في الملامح الجسدية للشخصية، أو عناصر في القصة نفسها. من المهم استخدام مستوى معين من ضبط النفس عند استخدام المبالغة. إذا كان المشهد يحتوي على عدة عناصر يجب أن يكون هناك توازن في كيفية المبالغة لتلك العناصر فيما يتعلق بعضها البعض، لتجنب الخلط أو إفراط الإبهار للمشاهد.

### الرسم الصلبة
مبدأ الرسمة الصلبة يعني مراعاة الأشكال في الفضاء ثلاثي الأبعاد، أو منحهم الحجم والوزن. فنان التحريك يحتاج إلى مهارة فنان لكي يفهم أساسيات الأشكال ثلاثية الأبعاد، التشريح، الوزن، التوازن، الضوء والظل، إلخ.
 شيء واحد على وجه الخصوص حذر منه جونستون وتوماس هو إنشاء «التوائم»: الشخصيات التي الجانبين الأيمن والأيسر منها مرآة لبعضها البعض، حيث تبدو هامدة. في العصر الحديث فنانوا الرسوم المتحركة بالكمبيوتر يرسموا بشكل أقل بسبب التسهيلات التي تمنحها أجهزة الكمبيوتر لهم،  لكن عملهم يتحسن كثيراً من الفهم الأساسي لمبادئ الرسوم المتحركة، والإضافات الأساسية التي تقوم بها الرسوم المتحركة بالكمبيوتر.

### الجاذبية
الجاذبية في الشخصية الكرتونية تتوافق مع ما يمكن أن يسمى بــ الكاريزما عند الممثل. الشخصية الجاذبة ليس بالضرورة هي التي تتعاطف معها – الأشرار أو الوحوش يمكن أيضا أن يكون لهم جاذبية – الشيء المهم هو أن يشعر المشاهد أن الشخصية حقيقية ومثيرة للاهتمام. هناك العديد من الحيل لجعل الشخصية تتصل بشكل أفضل مع الجمهور؛ للشخصية المحببة أو الطيبة يمكن جعلها تبدو بوجه متناظر التفاصيل ويميل للطفولة لجعلها فعالة. الوجه الذي يكون معقد أو يصعب قراءته يفتقد للجاذبية والقبول، قد يكون أكثر دقة وصف الجاذبية بأنها 'الإبهار" الحاصل عند النظر في تركيب الوضعية للشخصية، أو في رسمة التصميم للشخصية نفسها.